# Scheepsjager

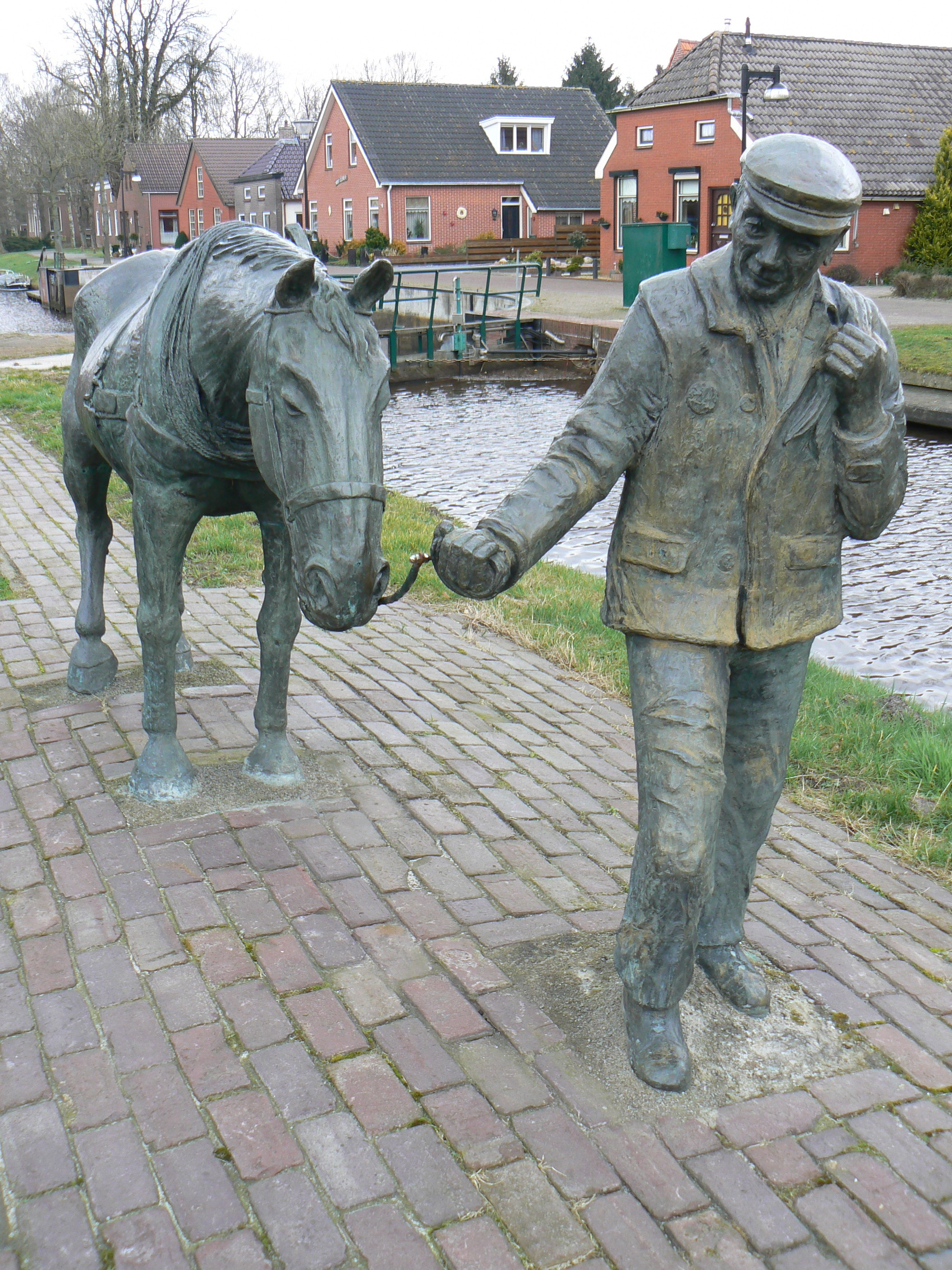
De scheepsjager (1984) van Maria Klinkenberg in Bareveld

Een scheepsjager was een persoon die met zijn paard langs de kanalen liep en zich met zijn paard verhuurde aan schippers om hun schip te trekken. Het pad langs deze kanalen noemde men het jaagpad. De scheepsjager en zijn paard hadden meestal een vast traject, bijvoorbeeld tussen twee sluizen, bruggen of knooppunten van vaarwegen. Buiten dit vaste traject werd het scheepsjagen vervolgens overgedragen aan een andere scheepsjager.

## Inleiding
Het scheepsjagen vond in de Noordelijke Nederlanden al plaats in de 17e eeuw. Het zeilen was in veel kanalen  vrijwel niet mogelijk vanwege de vele bruggen en vanwege de breedte van het kanaal en dus moest het schip getrokken worden. Omdat scheepsmotoren in die tijd nog niet in gebruik waren, moest dit trekken van de schepen door de schipper zelf gebeuren. De scheepsjager sprong hierop in door zijn diensten met behulp van een paard tegen betaling aan te bieden. Het beroep van scheepsjager stond niet hoog in aanzien. Zo typeerde de schout van Uithoorn  hen als volgt:
een hoop volk dat over het algemeen behoort tot een der laagste en onordelijkste klassen der maatschappij zonder enige opvoeding of zeden en bij herhaalde ondervinden gebleken volkomen onvatbaar te zijn voor de taal van de rede, billijkheid of wetten
 Omdat het scheepsjagen ook 's nachts doorging, verschenen in de buurt van bruggen en kanalen zogenaamde schutstallen bij een café. Hier konden de scheepsjagers ook overnachten en hun paard stallen. Jaag- en trekpaden in diverse delen van Nederland herinneren nog aan deze beroepsuitoefening. De jagers verenigden zich in sommige plaatsen in scheepsjagersgilden. In een plaats als Gouda werd het toezicht op de jagers in het begin van de 19e eeuw uitgeoefend door een door het stadsbestuur benoemde commissaris. In de loop van de 19e eeuw deed de vrije handel zijn intrede. Er ontstond concurrentie voor de scheepsjager. Door deze vrijheid van handelen ontstond echter ook wildgroei. De toeloop van avonturiers en personen die van scheepsjagen geen verstand hadden, deed het beroep geen goed. Het duurde dan ook niet lang of de eerste vechtpartijen tussen scheepsjagers onderling of tussen scheepsjagers en schippers deden zich voor. Vaak deden zich geschillen voor over de tarieven die de scheepsjager hanteerde.

### Groninger situatie
In de provincie Groningen hield een aangestelde stalhouder presmeester toezicht op de inmiddels tot een bedrijf uitgegroeide bezigheid van de scheepsjager. Hij hield toezicht op schone en obstakelvrije jaagpaden, dat de stal voor de scheepsjagerspaarden schoon bleef en of er geen vreemde, vaak loslopende paarden over het jaagpad liepen. Verder werden de scheepsjagers en hun paarden door hem geregistreerd om te voorkomen dat er wildgroei van het scheepsjagersbedrijf plaatsvond.
Na het vervallen van de registratieplicht in 1879 en de daarop ontstane wildgroei besloot de provinciale overheid van Groningen, na klachten van de schippersverenigingen, om in te grijpen. Er kwamen vastgestelde tarieven, wachtlokalen  en de scheepsjagers werden weer geregistreerd. Op 1 juli 1903 trad een nieuwe verordening, de Verordening Scheepsjagersbedrijf, in werking. Behalve de hiervóór vermelde verbeteringen moesten de scheepsjagers voortaan over een penning beschikken zodat men eenvoudig kon controleren wie het beroep van scheepsjager uitoefende. Deze situatie heeft geduurd tot 1948. De tijd en ontwikkelingen waren inmiddels gewijzigd. Scheepsmotoren hadden hun intrede gedaan en de binnenvaart had zodanige concurrentie gekregen van het wegtransport dat het vervoer van goederen over de kanalen steeds meer overbodig maakte.